# Флаг Кузьминок
Флаг внутригородского муниципального образования Кузьми́нки в Юго-Восточном административном округе города Москвы Российской Федерации.
Флаг утверждён 7 октября 2024 года и является официальным символом муниципального образования Кузьминки.

## Описание
Прямоугольное жёлтое полотнище с отношением ширины к длине 2:3, воспроизводящее композицию герба муниципального образования с заменой геральдического золота и червлени жёлтым и красным цветами соответственно.

## Обоснование символики (семантика)
Флаг разработан на основе герба и повторяет его символику.
Наименование муниципального округа связано с именем Кузьма. Одни из особо почитаемых на Руси святых — бессребреники братья Кузьма и Демьян (Косма и Дамиан), в честь которых издревле отмечается праздник проводов осени и встречи зимы — «Кузьминки». В русской традиции с их именами связан  свадебный обряд. Кузьма и Демьян — покровители брака, семьи, ремёсел, скота и домашней птицы. Кузьма и Демьян помогают молодожёнам, «сковывают» свадьбу и брак. Геральдическая фигура красный фигурный столб с помещёнными на нем изображениями лебедей аллегорически изображает один из важнейших предметов свадебного обряда — рушник (полотенце).
Также дополняют символику флага использованные цвета, имеющие свою традиционную символику:
- Жёлтый цвет (золото) — символ достатка, уважения, стабильности.
- Красный цвет — символ любви, смелости и великодушия, храбрости, красоты.
- Чёрный цвет — символ мудрости и познания.

## Флаг 2004 года
Описание флага:

Флаг муниципального образования Кузьминки представляет собой двустороннее, прямоугольное полотнище с соотношением сторон 2:3.

В центре жёлтого полотнища помещено изображение голубого рушника (полотенца), с зубчатыми верхним и нижним краями, с нанесённым на него изображением жёлтых лебедей, выплывающих навстречу друг другу. Шеи лебедей образуют контур сердца. Габаритные размеры изображения составляют 5/12 длины и 7/8 ширины полотнища.